# Croix du Sud (roman)
Pour les articles homonymes, voir Croix du Sud (homonymie).
Croix du Sud est un roman écrit par Joseph Peyré, publié aux éditions Grasset en 1942.

## Éditions
- Paris, Éditions Grasset, 1942  — édition originale
- Paris, Club du livre du mois, coll. « Chefs-d’œuvre d'hier et d'aujourd'hui  », 1958
- Paris, Le Livre de poche, (no 922), 1962